# Ronda 8 de GP2 Series de 2009
A ronda em Spa-Francorchamps foi a oitava do campeonato GP2 Series em 2009. Álvaro Parente venceu a 1ª corrida, e Giedo van der Garde saiu vencedor da 2ª Corrida.

## Classificações

### Corrida 1

#### Qualificação[1]
| Pos | Piloto              | Equipa                        | Tempo    | Grelha |
| --- | ------------------- | ----------------------------- | -------- | ------ |
| 1   | Álvaro Parente      | Ocean Racing Technology       | 1:54.970 | 1      |
| 2   | Lucas Di Grassi     | Fat Burner Racing Engineering | 1:55.050 | 51     |
| 3   | Nicolas Hülkenberg  | ART Grand Prix                | 1:55.102 | 2      |
| 4   | Diego Nunes         | iSport International          | 1:55.150 | 3      |
| 5   | Vitaly Petrov       | Barwa Addax Team              | 1:55.152 | 4      |
| 6   | Karun Chandhok      | Ocean Racing Technology       | 1:55.170 | 6      |
| 7   | Sergio Pérez        | Telmex Arden International    | 1:55.210 | 7      |
| 8   | Roldán Rodríguez    | Piquet GP                     | 1:55.255 | 8      |
| 9   | Pastor Maldonado    | ART Grand Prix                | 1:55.462 | 9      |
| 10  | Kamui Kobayashi     | DAMS                          | 1:55.482 | 10     |
| 11  | Dani Clos           | Fat Burner Racing Engineering | 1:55.517 | 11     |
| 12  | Giedo van der Garde | iSport International          | 1:55.560 | 12     |
| 13  | Javier Villa        | Super Nova Racing             | 1:55.785 | 13     |
| 14  | Davide Rigon        | Trident Racing                | 1:55.806 | 14     |
| 15  | Jérôme d'Ambrosio   | DAMS                          | 1:55.822 | 15     |
| 16  | Michael Herck       | David Price Racing            | 1:55.858 | 16     |
| 17  | Davide Valsecchi    | Barwa Addax Team              | 1:55.928 | 17     |
| 18  | Luca Filippi        | Super Nova Racing             | 1:56.061 | 18     |
| 19  | Alberto Valerio     | Piquet GP                     | 1:56.063 | 19     |
| 20  | Edoardo Mortara     | Telmex Arden International    | 1:56.285 | 20     |
| 21  | Stefano Coletti     | Durango                       | 1:56.634 | 21     |
| 22  | Ricardo Teixeira    | Trident Racing                | 1:57.688 | 22     |
| 23  | Nelson Panciatici   | Durango                       | 1:57.792 | 23     |
| DNQ | Franck Perera       | David Price Racing            | 2:24.927 | —2     |

- Nota 1: Lucas Di Grassi foi penalizado na perda de 3 lugares na grelha de partida por ter atrapalhado Karun Chandhok.[2]
- Nota 2: Franck Perera não participou nas corridas por ter feito um tempo de qualificação mais de 107% acima do tempo da pole position, de Álvaro Parente.[2]

#### Resultado[3]
| Pos                                                                     | Piloto                | Equipa                        | Voltas | Tempo/Aband. | Grelha | Pontos |
| ----------------------------------------------------------------------- | --------------------- | ----------------------------- | ------ | ------------ | ------ | ------ |
| 1                                                                       | Álvaro Parente        | Ocean Racing Technology       | 25     | 0:54:12.997  | 1      | 10     |
| 2                                                                       | Nico Hülkenberg       | ART Grand Prix                | 25     | +0.943       | 2      | 8      |
| 3                                                                       | Lucas Di Grassi       | Fat Burner Racing Engineering | 25     | +3.179       | 5      | 6      |
| 4                                                                       | Pastor Maldonado      | ART Grand Prix                | 25     | +3.468       | 9      | 5      |
| 5                                                                       | Roldán Rodríguez      | Piquet GP                     | 25     | +4.349       | 8      | 4      |
| 6                                                                       | Giedo van der Garde   | iSport International          | 25     | +4.687       | 12     | 3      |
| 7                                                                       | Japão Kamui Kobayashi | DAMS                          | 25     | +5.459       | 10     | 2      |
| 8                                                                       | Edoardo Mortara       | Telmex Arden International    | 25     | +5.972       | 20     | 1      |
| 9                                                                       | Diego Nunes           | iSport International          | 25     | +29.105      | 4      |        |
| 10                                                                      | Dani Clos             | Fat Burner Racing Engineering | 25     | +32.315      | 11     |        |
| 11                                                                      | Nelson Panciatici     | Durango                       | 25     | +35.474      | 23     |        |
| 12                                                                      | Stefano Coletti       | Durango                       | 23     | Acidente     | 21     |        |
| 13                                                                      | Javier Villa          | Super Nova Racing             | 22     | DNF          | 13     |        |
| Ret                                                                     | Jérôme d'Ambrosio     | DAMS                          | 20     | DNF          | 15     |        |
| Ret                                                                     | Luca Filippi          | Super Nova Racing             | 13     | DNF          | 18     |        |
| Ret                                                                     | Davide Valsecchi      | Barwa Addax Team              | 13     | DNF          | 17     |        |
| Ret                                                                     | Karun Chandhok        | Ocean Racing Technology       | 7      | DNF          | 6      |        |
| Ret                                                                     | Davide Rigon          | Trident Racing                | 7      | DNF          | 14     |        |
| Ret                                                                     | Vitaly Petrov         | Barwa Addax Team              | 6      | DNF          | 4      |        |
| Ret                                                                     | Alberto Valerio       | Piquet GP                     | 0      | DNF          | 19     |        |
| Ret                                                                     | Sergio Pérez          | Telmex Arden International    | 0      | DNF          | 7      |        |
| Ret                                                                     | Michael Herck         | David Price Racing            | 0      | DNF          | 16     |        |
| Ret                                                                     | Ricardo Teixeira      | Trident Racing                | 0      | DNF          | 22     |        |
| DNQ                                                                     | Franck Perera         | David Price Racing            |        |              |        |        |
| Fastest lap: Álvaro Parente (Ocean Racing Technology) 1:57.468 (lap 22) |                       |                               |        |              |        |        |

### Corrida 2
Nota: A Grelha de Partida para a Corrida 2 é formada a partir da classificação da Corrida 1, com os 8 primeiros em posições invertidas.

#### Resultado 2[4]
| Pos                                                                             | Piloto              | Equipa                        | Volta | Tempo/Aband. | Grelha | Pontos |
| ------------------------------------------------------------------------------- | ------------------- | ----------------------------- | ----- | ------------ | ------ | ------ |
| 1                                                                               | Giedo van der Garde | iSport International          | 18    | 37:54.281    | 3      | 6      |
| 2                                                                               | Roldán Rodríguez    | Piquet GP                     | 18    | +3.102       | 4      | 5      |
| 3                                                                               | Diego Nunes         | iSport International          | 18    | +4.998       | 9      | 4      |
| 4                                                                               | Sergio Pérez        | Telmex Arden International    | 18    | +6.292       | 21     | 3      |
| 5                                                                               | Davide Rigon        | Trident Racing                | 18    | + 13.809     | 18     | 2      |
| 6                                                                               | Vitaly Petrov       | Barwa Addax Team              | 18    | +17.459      | 19     | 1      |
| 7                                                                               | Karun Chandhok      | Ocean Racing Technology       | 18    | +18.800      | 17     |        |
| 8                                                                               | Davide Valsecchi    | Barwa Addax Team              | 18    | +20.039      | 16     |        |
| 9                                                                               | Michael Herck       | David Price Racing            | 18    | +21.403      | 22     |        |
| 10                                                                              | Javier Villa        | Super Nova Racing             | 18    | +22.860      | 13     |        |
| 11                                                                              | Kamui Kobayashi     | DAMS                          | 18    | +25.291      | 2      |        |
| 12                                                                              | Alberto Valerio     | Piquet GP                     | 18    | +36.045      | 20     |        |
| 13                                                                              | Nelson Panciatici   | Durango                       | 18    | +48.746      | 11     |        |
| 14                                                                              | Ricardo Teixeira    | Trident Racing                | 18    | +54.779      | 23     |        |
| Ret                                                                             | Edoardo Mortara     | Telmex Arden International    | 4     | DNF          | 1      |        |
| Ret                                                                             | Lucas Di Grassi     | Fat Burner Racing Engineering | 4     | DNF          | 6      |        |
| Ret                                                                             | Álvaro Parente      | Ocean Racing Technology       | 2     | Motor        | 8      |        |
| Ret                                                                             | Pastor Maldonado    | ART Grand Prix                | 1     | DNF          | 5      |        |
| Ret                                                                             | Nico Hülkenberg     | ART Grand Prix                | 0     | DNF          | 7      |        |
| Ret                                                                             | Dani Clos           | Fat Burner Racing Engineering | 0     | DNF          | 10     |        |
| Ret                                                                             | Jérôme d'Ambrosio   | DAMS                          | 0     | DNF          | 14     |        |
| Ret                                                                             | Luca Filippi        | Super Nova Racing             | 0     | DNF          | 15     |        |
| DNS                                                                             | Stefano Coletti     | Durango                       |       | Lesão        | 12     |        |
| DNQ                                                                             | Franck Perera       | David Price Racing            |       |              |        |        |
| Volta mais Rápida: Sergio Pérez (Telmex Arden International) 1:56.731 (volta 7) |                     |                               |       |              |        |        |

## Tabela do campeonato após a ronda
Observe que somente as cinco primeiras posições estão incluídas na tabela.
| Pos | Var | Piloto | Pontos |
| --- | --- | ------ | ------ |
| 1   |     |        |        |
| 2   |     |        |        |
| 3   |     |        |        |
| 4   |     |        |        |
| 5   |     |        |        |

| Pos | Var | Construtor | Pontos |
| --- | --- | ---------- | ------ |
| 1   |     |            |        |
| 2   |     |            |        |
| 3   |     |            |        |
| 4   |     |            |        |
| 5   |     |            |        |

## Ver Também
- Circuit de Spa-Francorchamps